# Weickenbach
Weickenbach ist ein Gemeindeteil der oberfränkischen Gemeinde Sonnefeld im Landkreis Coburg.

## Lage
Weickenbach liegt etwa 12 Kilometer östlich von Coburg. Gemeindeverbindungsstraßen führen nach Plesten, Wörlsdorf, Gestungshausen und Zedersdorf. Der Weickenbach, ein linker Zufluss der Steinach, durchläuft das Dorf.

## Geschichte
Weickenbach wurde erstmals 1291 erwähnt. 1317 hatte die Siedlung den Namen „Weytenbach“. Der Bachname „Blauer Bach“ hat sich wohl auf den Siedlungsnamen übertragen.
1353 kam Weickenbach als Teil der Pflege Coburg im Erbgang zu den Wettinern und war somit ab 1423 Teil des Kurfürstentums Sachsen. Mit der Großen Sächsischen Landesteilung 1485 in eine albertinische und eine ernestinische Linie fiel die Pflege Coburg zusammen mit dem größeren Teil der Landgrafschaft Thüringen und den vogtländischen Besitzungen an Ernst von Sachsen und wurde dadurch der ernestinischen Linie zugeteilt, die sich später ebenfalls aufteilte (Ernestinische Herzogtümer), woraus u. a. das Herzogtum Sachsen-Coburg hervorging. Im Erbbuch des Klosters Sonnefeld von 1514 war der ganze Ort als Eigentum des Klosters aufgeführt. Nach dem Tod von Herzog Albrecht im Jahr 1699 gehörte Weickenbach als Teil des Amtes Sonnefeld ab 1705 zu Sachsen-Hildburghausen. 1826 gelangte das Amt Sonnefeld gemäß dem Teilungsvertrag zu Hildburghausen wieder zu Sachsen-Coburg. Weickenbach gehört seit Jahrhunderten zum evangelisch-lutherischen Kirchspiel Gestungshausen.
1837 zählte das Dorf 53 Einwohner, 1871 waren es 46.
In einer Volksbefragung am 30. November 1919 stimmten 2 Weickenbacher Bürger für den Beitritt des Freistaates Coburg zum thüringischen Staat und 15 dagegen. Somit gehörte ab dem 1. Juli 1920 Weickenbach zum Freistaat Bayern. 1925 umfasste die Siedlung 130,53 Hektar Fläche, 49 Einwohner und 9 Wohngebäude. Die Schule befand sich im 1,4 Kilometer entfernten Zedersdorf.
Am 1. Juli 1967 wurde Weickenbach nach Gestungshausen eingemeindet. Mit Wirkung vom 1. Januar 1972 folgte die Eingliederung von Gestungshausen in die Gemeinde Sonnefeld. 1987 hatte das Dorf 32 Einwohner, 8 Wohngebäude und 8 Wohnungen.

## Einwohnerentwicklung
| Jahr | Einwohnerzahl |
| ---- | ------------- |
| 1910 | 55            |
| 1933 | 45            |
| 1939 | 48            |
| 1970 | 34            |
| 1987 | 32            |
| 2018 | 42            |